# Epidendrum bifalce
Epidendrum bifalce är en orkidéart som beskrevs av Rudolf Schlechter. Epidendrum bifalce ingår i släktet Epidendrum och familjen orkidéer. Inga underarter finns listade i Catalogue of Life.